# Jan Gunnar Røise
Jan Gunnar Røise, född 24 september 1975 i Eidsvoll, är en norsk skådespelare.
Røise har bland annat medverkat i TV-serien Makten. Han har även medverkat i filmerna En ganska snäll man och Knatten och Lillebror.

## Filmografi (i urval)
- 2004 – Hawaii, Oslo
- 2009 – Knatten och Lillebror
- 2010 – En ganska snäll man
- 2011 – The Thing
- 2023 – Makten (TV-serie)